# 최홍린
최홍린(1996년 1월 23일 ~)은 달서구의회 의원이다. 제8회 전국동시지방선거 대구지역 당선인중 최연소였다.